# Lasiopogon ripicola
Lasiopogon ripicola là một loài ruồi trong họ Asilidae. Lasiopogon ripicola được Melander miêu tả năm 1923. Loài này phân bố ở vùng Tân Bắc giới.